# Первинний ринок цінних паперів
Перви́нний ри́нок ці́нних папе́рів — ринок перших і повторних емісій (випусків) цінних паперів, на якому здійснюються їх початкові розміщення серед інвесторів. Рамки П.р.ц.п. фактично обмежуються першим актом купівлі-продажу цінного паперу. На цьому етапі емітент передає майнові права на свою власність (частину власності) іншим особам, одержуючи за це грошові кошти для інвестиції. Після цього цінний папір переходить на вторинний ринок цінних паперів.